# DisplayPort

DisplayPort-logo

Signalen op de connector

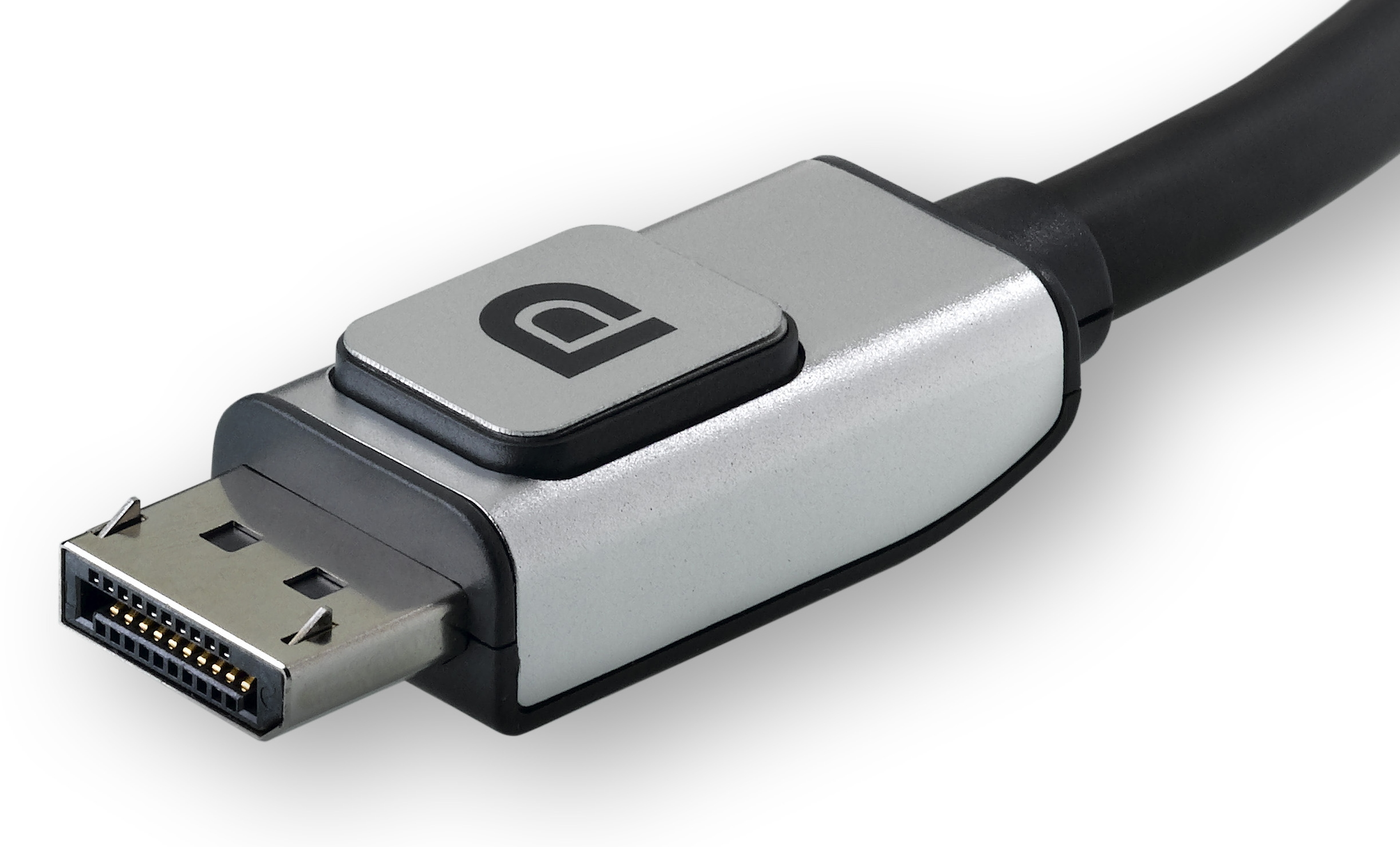
Een DisplayPort-connector

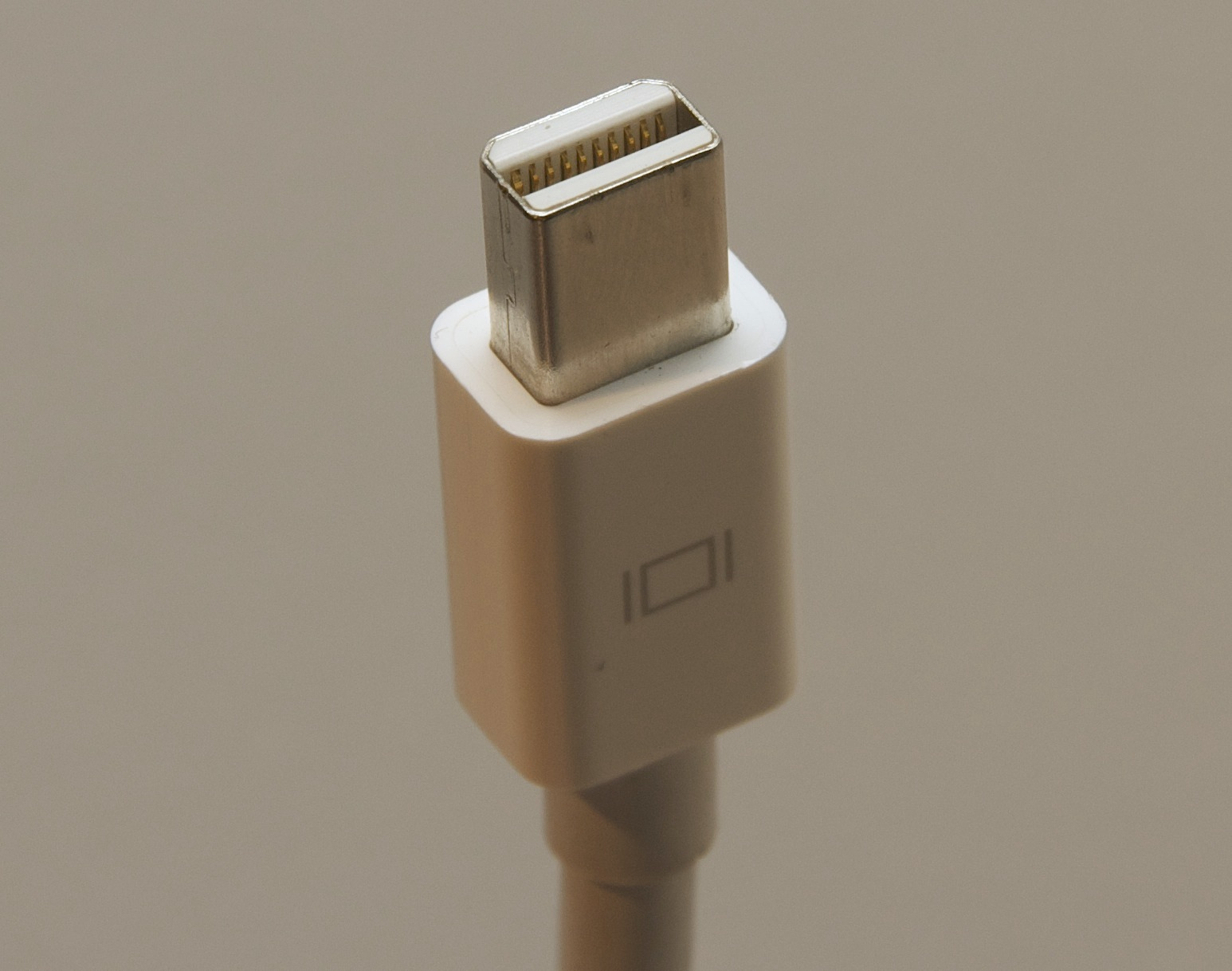
Een Mini DisplayPort-stekker

DisplayPort is een audio- en videostandaard ontwikkeld door VESA (Video Electronics Standards Association). Deze standaard werd goedgekeurd in mei 2006 en wordt voornamelijk gebruikt voor de overdracht van beeld, maar kan ook net als de HDMI-standaard geluid overbrengen (bijvoorbeeld tussen computer en beeldscherm met ingebouwde luidsprekers of geluidsuitgang voor koptelefoon of versterker).

## Situering
Achter de DisplayPort-standaard zit een groep hardwarebedrijven, zoals AMD, NVIDIA, Dell, HP, Samsung, Philips en Intel. Een deel van deze bedrijven (voornamelijk Intel en Samsung) stond eerst achter de concurrerende technologie UDI (Unified Display Interface), maar stapte dan toch over naar DisplayPort. Een grote concurrent van DisplayPort is op dit ogenblik HDMI. Ook UDI was dus een grote concurrent, maar blijkt door de overstap van Intel van UDI naar DisplayPort niet meer verder te worden ontwikkeld.

## Voordelen
Allereerst is het de bedoeling om DisplayPort goedkoop te kunnen implementeren. Dit zou mogelijk moeten worden doordat er geen royalty's of licenties betaald hoeven worden bij gebruik van de standaard. Daarnaast belooft DisplayPort een grote bandbreedte (maximaal 10,8 Gigabit per seconde) en er is ook ondersteuning voor audio. Tevens wordt het ontwerp van de connectoren als voordeel gezien. Deze zouden klein zijn (kleiner dan bijvoorbeeld een VGA-connector) en zouden daardoor minder ruimte innemen. Ook zou de connector door zijn ontwerp minder last hebben van het ombuigen van pinnen. Bovendien is de connector hot-pluggable.
Binnen de standaard kan gebruik worden gemaakt van het HDCP-protocol (High-bandwith Digital Content Protection Protocol) of een andere techniek voor de afscherming van data. Dit zou vooral een voordeel moeten zijn voor bijvoorbeeld de filmindustrie. Indien er geen beschermingsprotocol wordt gebruikt, dan wordt standaard DisplayPort Content Protection (DPCP) gebruikt.
Een HDMI/DVI-kabel bevat een apart aderpaar voor het transport van het kloksignaal. DisplayPort werkt met een embedded kloksignaal, verweven in het datasignaal. Dit bespaart niet alleen een aderpaar, maar reduceert tevens de elektromagnetische uitstraling (EMI). Het gevolg is dat ook de overspraak verminderd wordt. Mede hierdoor is de maximale lengte van een DisplayPort-kabel groter dan de HDMI/DVI-variant.

## Nadelen
Het DisplayPort-signaal is niet compatibel met HDMI of DVI. Het is wel mogelijk dit laatste signaal gewoon over de kabel te sturen. De in februari 2009 geïntroduceerde standaard Dual Mode DisplayPort is te herkennen aan het DisplayPort-logo met daarin twee plustekens (++). Bronnen die Dual Mode DP ondersteunen zijn in staat om over de infrastructuur van de DP++-connector TMDS uit te geven. TMDS is het transmissieprotocol gebruikt in DVI en HDMI. Hiervoor zijn speciale DP-naar-DVI- en DP-naar-HDMI-adapters verkrijgbaar. Deze adapters zijn actief en vertellen de bron met wat voor adapter ze te maken heeft.

## Opvolger
Op 24 februari 2011 kondigden Apple en Intel de Thunderbolt-interface aan als opvolger van DisplayPort. Hiermee wordt ondersteuning voor nieuwere interfaces zoals PCI Express en eSATA aangeboden, terwijl achterwaartse compatibiliteit met DisplayPort mogelijk is. Ook kunnen meerdere protocollen gelijktijdig gebruikt worden. Naast audio- en videosignalen is er ondersteuning voor dataverkeer.

## Mini DisplayPort
Mini DisplayPort (mDP) is een standaard die eind 2008 bekend werd gemaakt door Apple. Een jaar later nam VESA het op in de DisplayPort 1.2-specificatie.
De Mini DisplayPort kan beeldschermen aansturen met resoluties tot 2560x1600, en tot 4096x2160 in de DP1.2-specificatie. Met een adapter is het ook mogelijk het signaal om te zetten naar VGA, DVI en HDMI.
De Mini DisplayPort wordt voornamelijk gebruikt in computers van Apple, en enkele computers van Asus, Microsoft, MSI, Lenovo, Toshiba, HP en Dell. In 2016 begon Apple met het uitfaseren van de poort ten gunste van USB-C.

## DisplayPort Content Protection
De DisplayPort 1.0-standaard omvat het optionele DisplayPort Content Protection (DPCP) van Philips. Hierbij wordt gebruik gemaakt van 128 bit AES-encryptie. Het gedeelte van de standaard wordt afzonderlijk gelicenseerd. DPCP heeft ook de mogelijkheid om de afstand tussen zender en ontvanger te meten, zodat gebruikers niet de inhoud verzenden naar ongeautoriseerde ontvangers.